# Cratere Poso
Poso è un cratere sulla superficie di Marte.